# Alleregaisenjaure
Alleregaisenjaure är en sjö i Krokoms kommun i Jämtland och ingår i Indalsälvens huvudavrinningsområde. Sjön har en area på 0,254 kvadratkilometer och ligger 817,3 meter över havet. Sjön avvattnas av vattendraget Björkvattsån.

## Delavrinningsområde
Alleregaisenjaure ingår i det delavrinningsområde (710884-138244) som SMHI kallar för Utloppet av Alleregaisenjaure. Medelhöjden är 880 meter över havet och ytan är 2,55 kvadratkilometer. Det finns inga avrinningsområden uppströms utan avrinningsområdet är högsta punkten. Björkvattsån som avvattnar avrinningsområdet har biflödesordning 2, vilket innebär att vattnet flödar genom totalt 2 vattendrag innan det når havet efter 421 kilometer. Avrinningsområdet består mestadels av kalfjäll (90 procent). Avrinningsområdet har 0,25 kvadratkilometer vattenytor vilket ger det en sjöprocent på 9,8 procent.